# هانا (فیلم ۲۰۰۶)
هانا (انگلیسی: Hana) فیلمی در ژانر کمدی-درام به کارگردانی هیروکازو کورئیدا است که در سال ۲۰۰۶ اکران شد.

## داستان
یک سامورایی جوان غمگین می خواهد انتقام مرگ پدرش را بگیرد ...

## بازیگران
- جون‌ایچی اوکادا
- ری میازاوا
- تادانابو آسانو
- سوسومو تراجیما
- ترویوکی کاگاوا
- جون کونیمورا